# Бош
Бош (фр. Beauche) насеље је и општина у централној Француској у региону Центар (регион), у департману Ер и Лоар која припада префектури Дре.
По подацима из 2011. године у општини је живело 287 становника, а густина насељености је износила 17,29 становника/km². Општина се простире на површини од 16,6 km². Налази се на средњој надморској висини од 180 метара (максималној 208 m, а минималној 168 m).

## Демографија
| 1962. | 1968. | 1975. | 1982. | 1990. | 1999. | 2011. |
| ----- | ----- | ----- | ----- | ----- | ----- | ----- |
| 141   | 183   | 155   | 211   | 284   | 310   | 287   |

График промене броја становника у току последњих година